# Passiflora ambigua
Passiflora ambigua Hemsl. – gatunek rośliny z rodziny męczennicowatych (Passifloraceae Juss. ex Kunth in Humb.). Występuje naturalnie w Meksyku, Gwatemali, Belize, Hondurasie, Nikaragui, Kostaryce, Panamie, Kolumbii, Ekwadorze, Peru oraz Brazylii (w stanach Acre, Amazonas, Pará, Tocantins i Mato Grosso). 

## Morfologia
PokrójZdrewniałe, trwałe, owłosione liany.
LiścieBlaszka liściowa ma owalny, podłużny lub podłużnie owalny kształt. Nasada liścia jest zaokrąglona lub klinowa. Mają 10–20 cm długości oraz 5–10 cm szerokości. Brzegi są całobrzegie. Wierzchołek jest spiczasty. Ogonek liściowy jest nagi i ma długość 20–40 mm. Przylistki są nitkowate, mają 5–8 mm długości.
KwiatyPojedyncze. Działki kielicha są liniowo podłużne, zielono-białawe, mają 4–5,5 cm długości. Płatki są liniowo lancetowate, białe, mają 3–4,8 cm długości. Przykoronek ułożony jest w dwóch rzędach, biało-czerwonofioletowy, ma 10–50 mm długości.
OwoceSą jajowatego lub prawie kulistego kształtu o zielonożółtawej barwie. Mają 7–12 cm długości i 4–7 cm średnicy.

## Biologia i ekologia
Występuje w lasach na wysokości 800–900 m n.p.m.